# Joc video independent

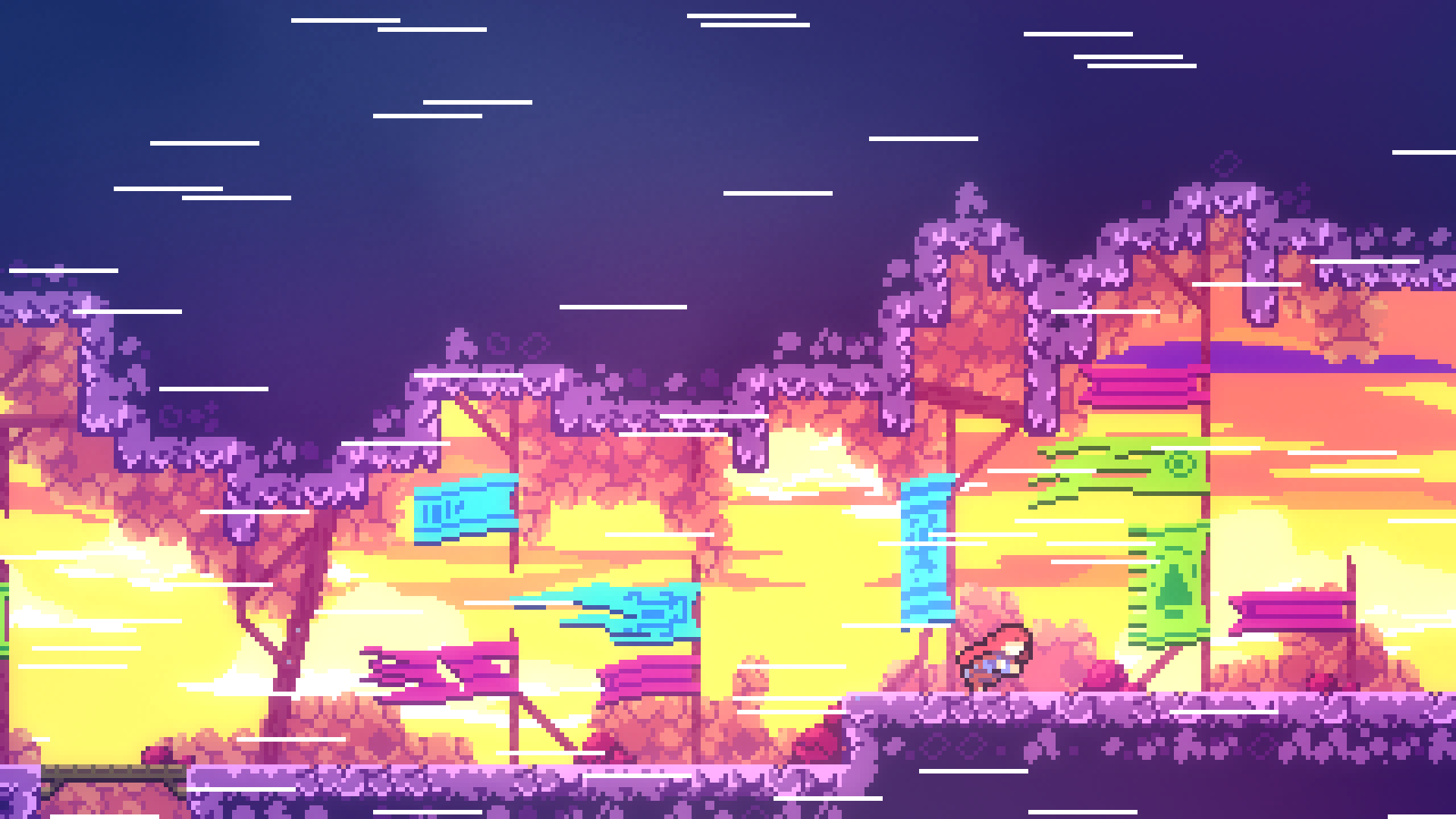
O captură de ecran din jocul video indie Celeste

Un Joc video independent sau Joc video Indie este un subgen al jocurilor video. Aceste jocuri sunt dezvoltate și publicate de o singură persoană sau un grup mic de persoane, fără sprijin financiar. Dezvoltatorii jocurilor indie își păstrează întotdeauna drepturile de autor asupra jocului.
Începând cu anul 1998, în cadrul Game Developers Conference se organizează festivalul Independent Games Festival.

## Listă de jocuri Indie
| Nume                      | Dezvoltator                       | Editor                                        | An   |
| ------------------------- | --------------------------------- | --------------------------------------------- | ---- |
| Samorost                  | Jakub Dvorský                     | —                                             | 2003 |
| Gish                      | Cryptic Sea                       | Chronic Logic și Stardock                     | 2004 |
| Cave Story                | Pixel                             | —                                             | 2004 |
| Darwinia                  | Introversion Software             | —                                             | 2005 |
| Yume Nikki                | Kikiyama                          | —                                             | 2005 |
| flOw                      | thatgamecompany                   | Sony Computer Entertainment                   | 2006 |
| DEFCON                    | Introversion Software             | —                                             | 2007 |
| I Wanna Be the Guy        | Michael O'Reilly                  | —                                             | 2007 |
| Aquaria                   | Bit Blot                          | —                                             | 2007 |
| Knytt Stories             | Nicklas Nygren                    | —                                             | 2007 |
| Audiosurf                 | Invisible handlebar               | Valve (Steam)                                 | 2008 |
| Braid                     | Number None, Inc.                 | Microsoft (XBLA)                              | 2008 |
| World of Goo              | 2D BOY                            | —                                             | 2008 |
| Crayon Physics Deluxe     | Petri Purho                       | —                                             | 2008 |
| Mount & Blade             | TaleWorlds                        | —                                             | 2008 |
| Demonophobia              | —                                 | —                                             | 2008 |
| Spelunky                  | Derek Yu                          | —                                             | 2009 |
| Windosill                 | Vectorpark                        | —                                             | 2009 |
| Zeno Clash                | ACE Team                          | Valve (Steam)                                 | 2009 |
| Trine                     | Frozenbyte                        | —                                             | 2009 |
| Osmos                     | Hemisphere Games                  | —                                             | 2009 |
| Machinarium               | Amanita Design                    | —                                             | 2009 |
| Eufloria                  | Alex May și Rudolf Kremers        | —                                             | 2009 |
| Minecraft                 | Markus Persson                    | Mojang AB                                     | 2009 |
| Beat Hazard               | Cold Beam Games                   | Microsoft (XBLA)                              | 2009 |
| Haven and Hearth(MMO)     | Fredrik Tolf și Björn Johannessen | Seatribe                                      | 2010 |
| Amnesia: The Dark Descent | Frictional Games                  | Valve (Steam)                                 | 2010 |
| VVVVVV                    | Terry Cavanagh                    | Kongregate                                    | 2010 |
| LIMBO                     | Playdead                          | Microsoft (XBLA)                              | 2010 |
| Which                     | Mike Inel                         | —                                             | 2010 |
| Zero Gear                 | NimbleBit                         | Valve (Steam)                                 | 2010 |
| Super Meat Boy            | Team Meat                         | Microsoft (XBLA)                              | 2010 |
| Terraria                  | Re-Logic                          | Valve (Steam)                                 | 2011 |
| Bastion                   | Supergiant Games                  | Warner Bros. Interactive Entertainment (XBLA) | 2011 |
| To the Moon               | Freebirdgames                     | Freebirdgames și Valve (Steam)                | 2011 |
| Realm of the Mad God      | Wild Shadow Studios               | —                                             | 2011 |
| The Binding of Isaac      | Edmund McMillen                   | —                                             | 2011 |
| Stellar Impact            | Tindalos Interactive              | Valve (Steam)                                 | 2012 |
| Vessel                    | Strange Loop Games                | Valve (Steam)                                 | 2012 |
| Slender: The Eight Pages  | Parsec Productions                | —                                             | 2012 |
| Dear Esther               | thechineseroom                    | Valve (Steam)                                 | 2012 |
| Botanicula                | Amanita Design                    | Valve (Steam)                                 | 2012 |
| Lone Survivor             | Jasper Byrne                      | —                                             | 2012 |
| Faster Than Light         | SubsetGames                       | —                                             | 2012 |
| Ace Of Spades             | Jagex Limited                     | Jagex                                         | 2012 |
| SCP - Containment Breach  | Regalis                           | —                                             | 2012 |
| Closure                   | Eyebrow Interactive               | Eyebrow Interactive                           | 2012 |
| Slender: The Arrival      | Parsec Productions                | Blue Isle Studios                             | 2013 |